# Supergirl (képregényszereplő)
Supergirl több különböző szereplő a DC Comics képregényeiben. Az első Supergirl nevet viselő szereplő Kara Zor-El volt aki 1959-ben jelent meg az Action Comics 252. számában. Kara Superman unokahúga, aki szintén a Krypton bolygóról származik és hasonló képességekkel rendelkezik, mint unokatestvére. Az 1985 és 1986 között játszódó Végtelen Világok Krízise című történet során Kara életét vesztette. Az ezt követő időszakban a Supergirl nevet többen is felvették hosszabb-rövidebb időre. Kara Krízis utáni modern verziója 2004-ben mutatkozott be.

## A szereplő
Az első igazi Supergirl szereplő 1959 májusában jelent meg az Action Comics 252. számában, melyben 1938-ban Superman is debütált. 
Ennek előzményeként tudható be egy 1958 augusztusában megjelent Superman történet, melyben Jimmy Olsen egy mágikus totem segítségével életre varázsolt egy "Super-Girl-t". Ez a Supergirl nem egyezett meg a későbbi Kara Zor-Ellel. A DC kiadó látva az olvasók pozitív reakcióját a figurára, felkérte Otto Bindert (aki Marvel Kapitány női megfelelőjét, Mary Marvelt megalkotta), hogy teremtse meg Superman női megfelelőjét. Mary Marvelhez hasonlóan, Supergirl is egy tinédzserlány verziója a felnőtt férfi szereplőnek, akinek - a miniszoknyát leszámítva - megegyezik a kosztüme az idősebb szereplőével.

## Története
Ez a hajó hozza el lányomat Kara Zor-Elt az immáron halott Krypton bolygóról. Bánjanak vele úgy, mintha saját vérük lenne, hogy lássák mekkora kincs lesz Ő egy napon világuknak.
Kara Zor-El Krypton egyik legnagyobb városának, Argo Citynek egyetlen túlélője. Mikor a bolygó felrobbant, Argo City kisodródott a világűrbe a lakosaival együtt. Évekkel később a lakosságot kryptonit sugárzás kezdte tömegesen pusztítani. Kara apja Zor-El (Jor-Elnek, Superman vér szerinti apjának a bátyja) egy rakétával a Földre küldte lányát, hogy túlélje a pusztulást és Kal-El a gondjai alá vegye. A földön először árvaházba került Linda Lee néven, ekkoriban már titokban szuperhősként tevékenykedett. Miután Fred és Edna Danvers örökbefogadták őt, Superman úgy gondolta, hogy Kara megtanult kellőképpen bánni az erejével és felvehette végre a Supergirl nevet. Az idők során nagy népszerűségre tett szert szuperhősi pályafutása során, önálló életet kezdett, színésznőként dolgozott és tagja lett a jövőből származó csapatnak, a Szuperhősök Légiójának.
1985 októberében A Végtelen Világok Krízise című történet során Supergirl hősiesen feláldozta magát, hogy megmentse a multiverzumot a pusztulástól. Halála kitörölte őt a DC univerzum kontinuitásából, mintha sosem létezett volna.

## Supergirl különböző verziói
A Krízis utáni időkben a DC kiadó több különböző Supergirlt is bemutatott, akiknek egyike sem volt kryptoni származású, mivel ragaszkodtak ahhoz, hogy Superman legyen, a Krypton egyedüli túlélője. Három új Supergirl született így meg, míg 2004-ben egy retcon által visszahozták Kara Zor-Elt a DC univerzumba.

### Matrix
Az első Krízis utáni Supergirl 1988-ban bukkant fel. Egy alternatív "zsebuniverzumban" született emberi létforma, akit az ottani zseniális tudós Lex Luthor alkotott meg protoplazmából, beültetve az agyába Lana Lang emlékeit. A lányt Superman hozta a világára. Smallville-ben lakott, ahol Superman szülei Jonathan és Martha Kent fogadták be. Később romantikus viszonyba keveredett Lex Luthorral, amíg fel nem ismerte annak ördögi természetét. Egy ideig tagja volt a Tini titánok csapatának.
Matrix képességei nem egyeznek meg teljesen Superman képességeivel. Tud repülni, szupererős, képes a telekinézisre, bizonyos mértékű alakváltásra és egy energiahálóval láthatatlanná tud válni.
Alakváltó tulajdonsága és Lana Lang emlékei miatt, kinézetben hasonlít a lányra, ruhája pedig nagyrészt megegyezik a Krízis előtti Kara kosztümével.

### Linda Danvers
A második Supergirl 1996-ban jelent meg egy külön sorozatban. Sok elemét megőrizte a Krízis előtti Karának. Az ő civil neve is Linda Danvers és egy Leesburg nevű városban tevékenykedett (ami Kara örökbefogadás előtti vezetéknevéből, a Lee-ből ered).
A sorozat elején Matrix megpróbálta megmenteni a haldokló Linda Danvers életét, a képességeit használva arra hogy beforrassza Danvers sebeit. A próbálkozás során Matrix és Linda egybeolvadt, egy teljesen új Supergirl-t alkotva. Linda a szuperképességeivel harcolt a bűnözés és a démoni erők ellen. Később amiért annak idején feláldozta az életét Danversért, Supergirl továbbfejlődött a "Tűz Földreszállt Angyalává".
Linda Danvers a szupererő- és gyorsaság, repülés, sebezhetetlenség mellett képes volt Matrixhoz hasonlóan bizonyos mértékű telekinézisre. Angyalként tudott teleportálni és tüzes szárnyakat manifesztálni a teste körül.

### Cir-El
Cir-El azt állította magáról, hogy Ő Superman és Lois Lane lánya a jövőből. Később kiderült, hogy egy közönséges emberlány volt, akit Brainiac alakított át, hogy kryptonihoz hasonló képességei legyenek. Meghalt, miközben megpróbálta szabotálni Brainiac tervét Superman ellen.
Rendelkezett szupererővel- és gyorsasággal és egyéb szuperérzékekkel valamint vörös napenergiasugarakat képes kibocsátani magából. Ő volt az egyetlen nem szőke Supergirl.

## Kara Zor-El
A DC univerzum legújabb Supergirl szereplője 2004-ben jelent meg.
Ő az első kryptoni származású Supergirl a Végtelen világok krízise óta. Az eredete hasonló, ám nem ugyanaz, mint elődjének. Az apja, Zor-El a bolygó pusztulása előtt lőtte ki lányát a világűrbe, nagyjából egyidőben - bár függetlenül - Kal-El rakétájának útra bocsátásával. Nagy különbség, hogy a Krízis előtti verziójával ellentétben, Kara már kamaszkorú volt, mikor a Krypton megsemmisült. (nagyjából 16 éves). Először úgy hitték, Karát azért küldték a Kal-El után, hogy gondját viselje a csecsemőnek, de a rakétája belesodródott egy kryptonit aszteroida vonzáskörzetébe, mialatt ő hibernált állapotban utazott, így a lány csak hosszú évekkel később landolt a Földön, mikorra unokatestvére már Superman néven a bolygó legnagyobb hőse volt. Batman talált rá az űrhajójára a Gotham-öböl mélyén.
A külön képregénysorozata 2005 augusztusában indult el, miután magára öltötte a Superman öltözékének mintájára készült kosztümöt és felvette a Supergirl nevet. A sorozat azóta is fut.

## Megjelenése képregényen kívül
Supergirl híres rokonához hasonlóan népszerű jelenség a populáris médiában. A 80-as évek óta filmet készítettek róla, rajzfilmekben szerepelt és újabban televíziós sorozatban is felbukkant. Megjelent számítógépes játékokban és számos könnyűzenei alkotásnak ihletője.

### Film
1984-ben bemutattak egy Supergirl filmet Helen Slater-rel a főszerepben, ami kapcsolódott az 1978-as világsikerű Superman nagyjátékfilmhez. Superman ugyan nem bukkant fel benne, de neve említésre került, csak Jimmy Olsennek jutott benne szerep. Az alkotás a nagy neveket tartalmazó színészgárda ellenére megbukott a közönség előtt.

### Rajzfilm
Supergirl első rajzfilmes adaptációja 1998-ban bukkant fel, a Superman animációs sorozat második évadának egy dupla epizódjában. Az animációs Supergirl érdekes ötvözete volt a Krízis előtti Karának és Linda Danvers-nek valamint a képregényes eredetitől eltérő eredete volt. Nem állt rokoni kapcsolatban Superman-nel és nem a Krypton bolygóról származott. Az Argos bolygóról származott (utalás Argo Cityre), amit a Krypton testvérbolygójaként szoktak emlegetni. Kara In-Ze volt az eljegesedett bolygó utolsó túlélője, akit Superman vitt magával a Földre. A Kent Házaspárral lakott Smallville-ban. A származása miatt Superman-éhez hasonló képességekkel bírt, az öltözete pedig teljesen megegyezett Linda Danvers-ével.
Kara szerepelt az Igazság Ligája Határok nélkül rajzfilmsorozat pár epizódjában. A legelső részben középpontban szerepelt Zöld Lámpással, Zöld Íjásszal és Atom Kapitánnyal együtt. A harmadik évadban felvette Kara klasszikus ruháját és csatlakozott a Szuperhősök Légiójához (hasonlóan mint a Krízis előtti Supergirl).
Supergirl szerepelt az Új Batman Kalandok egyik epizódjában, ahol összebarátkozott Batgirl-lel.

### Sorozat
2015. október 26-án indult útjának az önálló sorozata (Supergirl) a CBS-en, ami elég nagy nézettséggel kezdte a debütálását. Emellett Kara meghatározó szereplője a Smallville hetedik évadjának, ahol Laura Vandervoort alakítja. Története sokban tükrözi a krízis utáni (jelenlegi) Kara történetét. A sorozatban is Zor-El küldte el lányát a Földre, hogy vigyázzon unokaöccsére. A meteoreső miatt azonban az űrhajója egy gát alatt rekedt és a lány 18 évet töltött el benne hibernált állapotban. Clark és Bizarro csatája során a gát átszakadt és Kara magához tért. Rögvest nekilátott feladatának, hogy megkeresse a - csecsemőnek vélt - Kal-El-t. Mikor megtalálják egymást, Clark magához költözteti a farmra Karát, hogy éljen vele és megtanítsa a képességeit kontrollálni.
Jor-El figyelmeztette Clarkot Karával kapcsolatban, hogy vigyázzon vele, mert nem az akinek látszik. Bizalmatlan volt az apjával - a saját fivérével - is, akiről azt állította hogy sohase volt jó testvér. A Zor-el és Jor-el közötti ellenségeskedés a mostani Supergirl történetekben is megtalálható.

### Számítógépes játékok
Supergirl játszható szereplő a Justice League Heroes PSP játékban, ahol a Linda Danvers-féle jelmezben látható.

### Könnyűzene
A legismertebb Supergirl-ről szóló zenei alkotás a Reamonn nevű rock formáció 2000-ben íródott Supergirl slágere.

## Érdekességek
- A Superman és Amerikai Igazság Szövetsége sorozatokban feltűnő Power Girl Supergirl pár évvel idősebb verziója egy másik Földről (Föld-2), aminek Ő az egyetlen túlélője. Mikor a Végtelen Világok Krízise során kitörölték a létezésből szülővilágát, új eredetet kapott, mely szerint egy nagyhatalmú atlantiszi mágus leszámazottja. Mikor a 2005-2006-os Végtelen Krízis történet során visszaállították" a korábbi világokat, Power Girl is emlékezett eredeti származására.

- A Superman/Aliens közös történet során Superman ellátogatott az űrben sodródó Argo City-re, ahol találkozott egy Kara nevű szőke lánnyal, aki erősen hasonlított a Krízis előtti Supergirl-re. A történet végén kiderült, hogy ez az Argo City az Odline bolygóról szakadt le és csak a nevét kapta kryptoni testvérvárosa után. A sztori nem tartozik a DC univerzum eredeti történetvonalába.[6]

- Az 1984-es Supergirl film címszereplőjét alakító Helen Slater a Smallville hetedik évadában Clark Kent vér szerint anyja, Lara szerepében látható.

## Külső hivatkozások
- Maid of Mighty: Supergirl weboldal (angolul)
- Supergirl a Supermanica oldalán (angolul)
- Supergirl: The movie az Internet Movie Database oldalon (angolul)
- Linda Danvers a Titans Tower oldalon (angolul)